# Trio Primavera
Il Trio Primavera è stata una formazione vocale femminile italiana attiva nel triennio 1940-1942.

## Storia del gruppo
Composto da Isa Bellini, Wilma Mangini e Thea Prandi, all'epoca poco più che diciottenni, il trio creato dall'EIAR si esibì soprattutto nei teatri e al cinema, ma non incise mai un 78 giri.

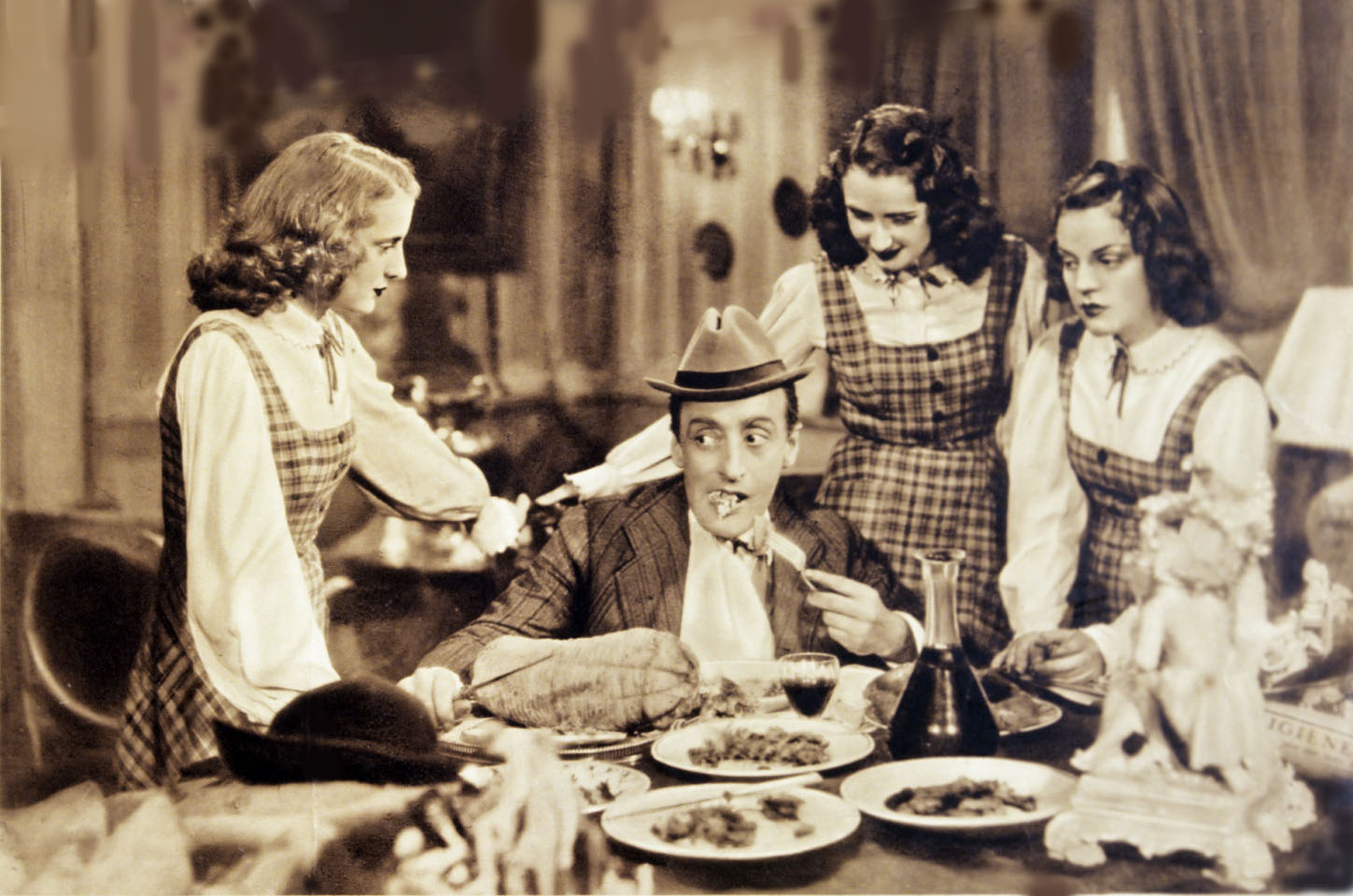
Il Trio Primavera con Totò ne L'allegro fantasma

Le uniche apparizioni ancora oggi visibili e udibili del trio sono presenti in due film: L'allegro fantasma (1941, titolo originale: Totò l'allegro fantasma) e Una famiglia impossibile (1940).
La breve esistenza del Trio Primavera è soprattutto dovuta all'uscita della Bellini dal gruppo, in quanto decisa a continuare autonomamente la carriera di cantante diventando poi, oltre a una nota solista, anche un'attrice e un'ottima doppiatrice.
In seguito Thea Prandi sposò Eduardo De Filippo. La ritroveremo come voce narrante nel film Napoletani a Milano (1953).
Wilma Mangini, dopo lo scioglimento del Trio Primavera, continuò la carriera nella rivista al fianco della più famosa sorella Alda.

## Canzoni interpretate dal Trio
Nel film "L'allegro fantasma" il trio interpreta le seguenti canzoni:
- Canteremo una canzon
- Paese blu
- Un po' d'amore
- Girotondo